# Остап Вересай (монета)
«Оста́п Вереса́й» — ювілейна монета номіналом 2 гривні, випущена Національним банком України, присвячена 200-річчю від дня народження українського кобзаря Остапа Микитовича Вересая (Остап Сокиринський, Лабза, Радчишин) (1803—1890 рр.). Володіючи могутніми мистецькими засобами впливу на слухача, кобзар намагався нести в народ лише високі етичні норми, дарувати позитивні емоції, знаходити ті слова, яких від нього чекали. Т. Г. Шевченко в 1860 році подарував йому свій «Кобзар». Творчість Вересая привертала увагу М. Лисенка, І. Франка, Ф. Колесси, М. Грінченка та ін., його концерти відбувалися в Києві, Петербурзі.
Монету введено в обіг 23 вересня 2003 року. Вона належить до серії «Видатні особистості України».

## Опис монети та характеристики
| Номінал грн. | Метал      | Маса, г | Діаметр, мм | Якість виготовлення | Гурт     | Тираж, штук |
| ------------ | ---------- | ------- | ----------- | ------------------- | -------- | ----------- |
| 2            | нейзильбер | 12,8    | 31,0        | звичайна            | рифлений | 30 000      |

### Аверс
На аверсі монети праворуч зображено бандуру на тлі горизонтальної орнаментальної смуги, над якою розміщено малий Державний Герб України, напис «УКРАЇНА» та логотип Монетного двору Національного банку України, під смугою — написи в три рядки: «2», «ГРИВНІ», «2003».

### Реверс
На реверсі монети зображено сліпого кобзаря з музичним інструментом у руках, ліворуч у два рядки роки життя «1803—1890» та напис півколом «ОСТАП ВЕРЕСАЙ».

## Автори

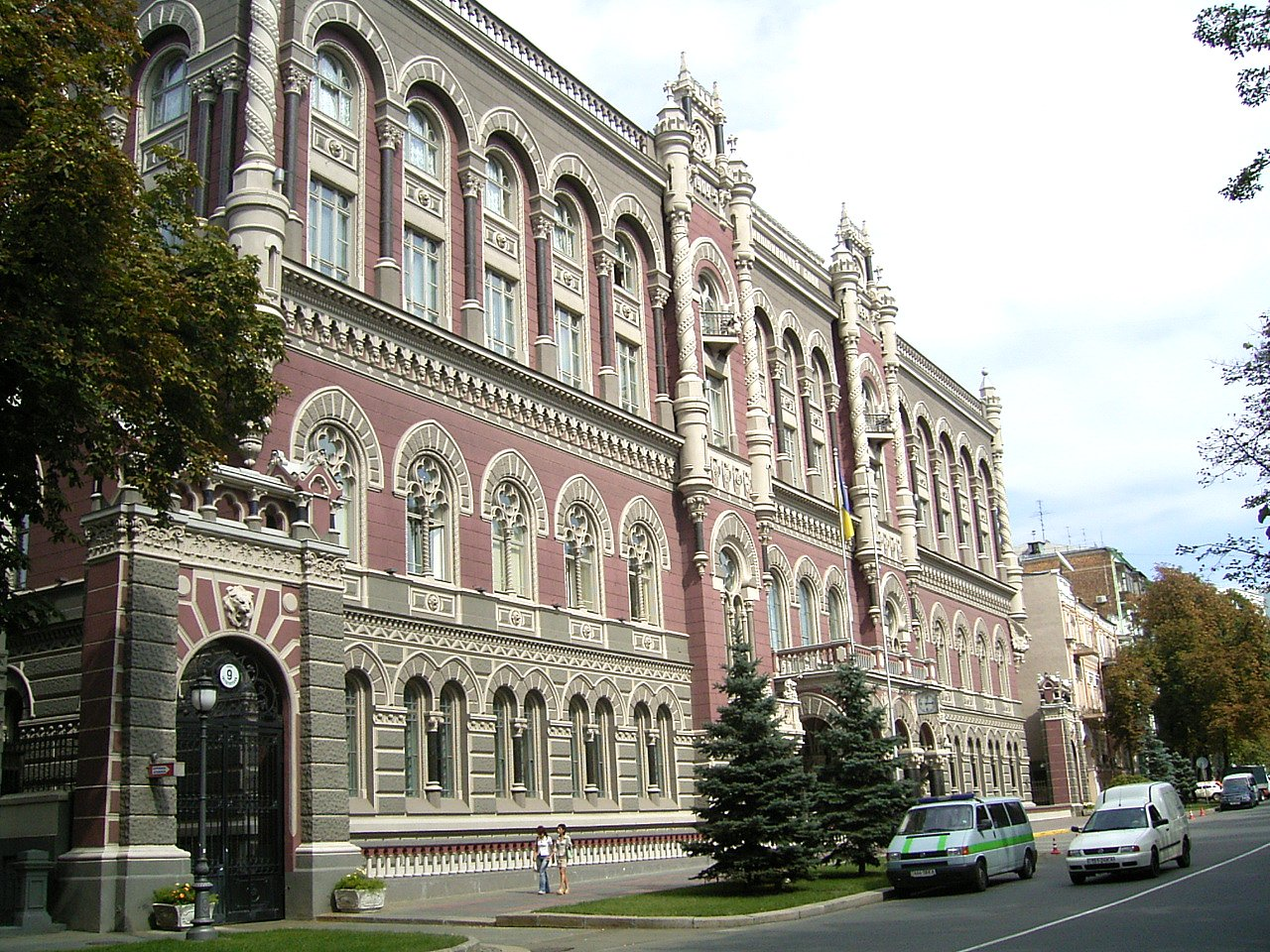
Будівля Національного банку України

- Художники: Таран Володимир, Харук Олександр, Харук Сергій.
- Скульптор — Чайковський Роман.

## Вартість монети
Під час введення монети в обіг 2003 року, Національний банк України розповсюджував монету через свої філії за номінальною вартістю — 2 гривні.
Фактична приблизна вартість монети з роками змінювалася так:
| Рік        | 2010 | 2011 | 2012 | 2013 | 2014 | 2015 | 2016 | 2017 | 2018 | 2019 | 2020 | 2021 | 2022 | 2023 | 2024 | 2025 |
| ---------- | ---- | ---- | ---- | ---- | ---- | ---- | ---- | ---- | ---- | ---- | ---- | ---- | ---- | ---- | ---- | ---- |
| Ціна, грн. | 30   | 40   | 45   | 45   | 45   | 70   | 85   | 135  | 150  | 150  | 140  | 145  | 160  | 240  | 290  | 330  |